# Milton Sills
Milton Sills (12 januari 1882 – 15 september 1930) was een Amerikaanse acteur die al carrière maakte ten tijde van de stomme film.

## Levensloop en carrière
Sills begon zijn carrière in 1906 in het theater. In 1914 stapte hij over naar de filmwereld. In zijn eerste rollen speelde hij naast de toen bekende actrice Clara Kimball Young. Hij acteerde ook met andere sterren van die tijd zoals Geraldine Farrar, Pauline Frederick, Gloria Swanson en Lois Wilson.
Sills was tweemaal gehuwd, onder meer met actrice Doris Kenyon van 1926 tot zijn dood in 1930. Hij ligt begraven op Rosehill Cemetery.

## Filmografie (selectie)
- The Rack (1915)
- The Great Moment (1921)
- Miss Lulu Bett (1921)
- Adam's Rib (1923)
- Love and the Devil (1929)

- Biblioteca Nacional de España: XX5581281
- Bibliothèque nationale de France: cb14700185d (data)
- Catàleg d'autoritats de noms i títols de Catalunya: 981058513582906706
- Gemeinsame Normdatei: 1140055119
- International Standard Name Identifier: 0000 0001 2026 2196
- Library of Congress Control Number: n97847299
- SNAC: w6r25bmf
- Virtual International Authority File: 55909607
- WorldCat: E39PBJppwxrCVXPyGF8KqcDTHC